# Une histoire d'amour (film, 1954)
Pour les articles homonymes, voir Une histoire d'amour.
Pour plus de détails, voir Fiche technique et Distribution.
Une histoire d'amour (titre original : Eine Liebesgeschichte) est un film allemand réalisé par Rudolf Jugert, sorti en 1954.

## Synopsis
La Guerre de Sept Ans fait rage depuis un an lorsque, le soir du Nouvel An 1764, le capitaine Jost von Fredersdorff, autrefois héros des batailles passées de Roßbach et Leuthen, rencontre l'ancienne actrice Lilli Schallweiss, qui fut la maîtresse du major von Prittwitz. Jost et Lilli s'aiment beaucoup et veulent se marier mais la différence de classe les en empêchent. Les proches du capitaine l'en dissuadent ainsi que ses supérieurs. Néanmoins, Jost n'est pas découragé et présente sa démission de l'armée prussienne mais cet accusé de réception n'est pas approuvé et Fredersdorff le convoque à Berlin sans plus tarder. Afin de briser sa volonté, ses supérieurs le mettent en état d'arrestation. Jost cependant ne change pas d'avis et Lilli prend une décision pour eux deux. Elle renonce à son amour et quitte la ville pour ne pas lui faire de mal.

## Fiche technique
- Titre : Une histoire d'amour
- Titre original : Eine Liebesgeschichte
- Réalisation : Rudolf Jugert
- Scénario : Axel Eggebrecht, Carl Zuckmayer, d'après le roman de ce dernier
- Photographie : Hans Schneeberger
- Montage : Anneliese Artelt
- Musique : Werner Eisbrenner
- Son : Werner Pohl
- Décors : Erich Kettelhut, Johannes Ott
- Costumes : F.W. Burmeister, Herbert Ploberger
- Producteur : Erich Pommer
- Société de production : Intercontinental Film
- Société de distribution : DFH
- Pays d'origine :  Allemagne de l'Ouest
- Langue : Allemand
- Format : Noir et blanc - 35 mm - 1,37:1 - Stéréo (Klangfilm-Stereocord)
- Genre : Film dramatique, Film romantique
- Durée : 97 minutes (1 h 37)
- Dates de sortie :
  -  Allemagne de l'Ouest : 25 février 1954.
  -  Autriche : août 1954.
  -  Belgique : 25 novembre 1954.
  -  États-Unis : 28 mars 1958

## Distribution
- Hildegard Knef : Lili Schallweiss, actrice
- O.W. Fischer : Jost v. Fredersdorff, le capitaine
- Viktor de Kowa : Manfred v. Prittwitz, le major
- Karl Ludwig Diehl (de) : Oberst Kessler, le commandant du régiment
- Mathias Wieman : Fritz v. Fredersdorff, le propriétaire
- Claus Biederstaedt : Von Gagern, l'adjudant-major du régiment
- Maria Paudler : Henriette Kessler
- Helga Siemers : Marta Kessler, la fille
- Alf Pankarter : le lieutenant V Mürwitz
- Reinhold Schünzel : Schlumberger, l'impresario